# Municipio de St. George (Kansas)
El municipio de St. George (en inglés: St. George Township) es un municipio ubicado en el condado de Pottawatomie en el estado estadounidense de Kansas. En el año 2010 tenía una población de 3415 habitantes y una densidad poblacional de 38,8 personas por km².

## Geografía
El municipio de St. George se encuentra ubicado en las coordenadas 39°13′12″N 96°24′11″O / 39.22000, -96.40306. Según la Oficina del Censo de los Estados Unidos, el municipio tiene una superficie total de 88.01 km², de la cual 86.52 km² corresponden a tierra firme y (1.7%) 1.49 km² es agua.

## Demografía
Según el censo de 2010, había 3415 personas residiendo en el municipio de St. George. La densidad de población era de 38,8 hab./km². De los 3415 habitantes, el municipio de St. George estaba compuesto por el 94.06% blancos, el 0.94% eran afroamericanos, el 0.61% eran amerindios, el 0.79% eran asiáticos, el 0.15% eran isleños del Pacífico, el 0.7% eran de otras razas y el 2.75% pertenecían a dos o más razas. Del total de la población el 3.4% eran hispanos o latinos de cualquier raza.